# João da Silva
João da Silva (Brasil, 22 de agosto de 1963) es un atleta brasileño retirado especializado en la prueba de 200 m, en la que consiguió ser medallista de bronce mundial en pista cubierta en 1985.

## Carrera deportiva
En los Juegos Mundiales en Pista Cubierta de 1985 ganó la medalla de bronce en los 200 metros, con un tiempo de 21.19 segundos, tras el soviético Aleksandr Yevgenyev (oro con 20.95 segundos) y el británico Ade Mafe.